# Ahaus
Ahaus (pronunciación en alemán: /ˈaːhaʊ̯s/ⓘ) es una ciudad alemana del estado federado de Renania del Norte-Westfalia. Se encuentra cerca de la frontera con los Países Bajos y a 20 km de la ciudad de Enschede. 
En esta localidad existen depósitos de combustible para centrales nucleares, así como también para almacenamiento de contenedores con residuos radiactivos.  
Este poblado se divide administrativamente en seis distritos: Ahaus, Alstätte, Graes, Ottenstein, Wessum y Wüllen.